# Port Townsend Historic District
Der Port Townsend Historic District befindet sich in Port Townsend, Jefferson County, Washington, und ist im National Register of Historic Places als historic district eingetragen. Im Mai 1976 wurden Teile des Ortes als Historic District in das National Register of Historic Places aufgenommen. Seit Mai des folgenden Jahres hat der Port Townsend Historic District den Status eines National Historic Landmarks.

## Bauwerke
- Bell Tower
- Captain Tibbals Building
- Clam Cannery
- Clapp Building
- Eisenbeis Building
- Elks Building
- First National Bank Building
- Haller Fountain
- Hastings Building
- James and Hastings Building
- Kuhn Building
- Leader Building
- Lewis Building
- McCurdy Building
- Mount Baker Block
- N.D. Hill Building
- New City Hall
- Old City Hall
- Pioneer Building
- Rose Theatre
- Saint Pauls Episcopal Church
- Siebenbaum Building
- Sterming Block
- Waterman and Katz Building

## Abbildungen (Auswahl)

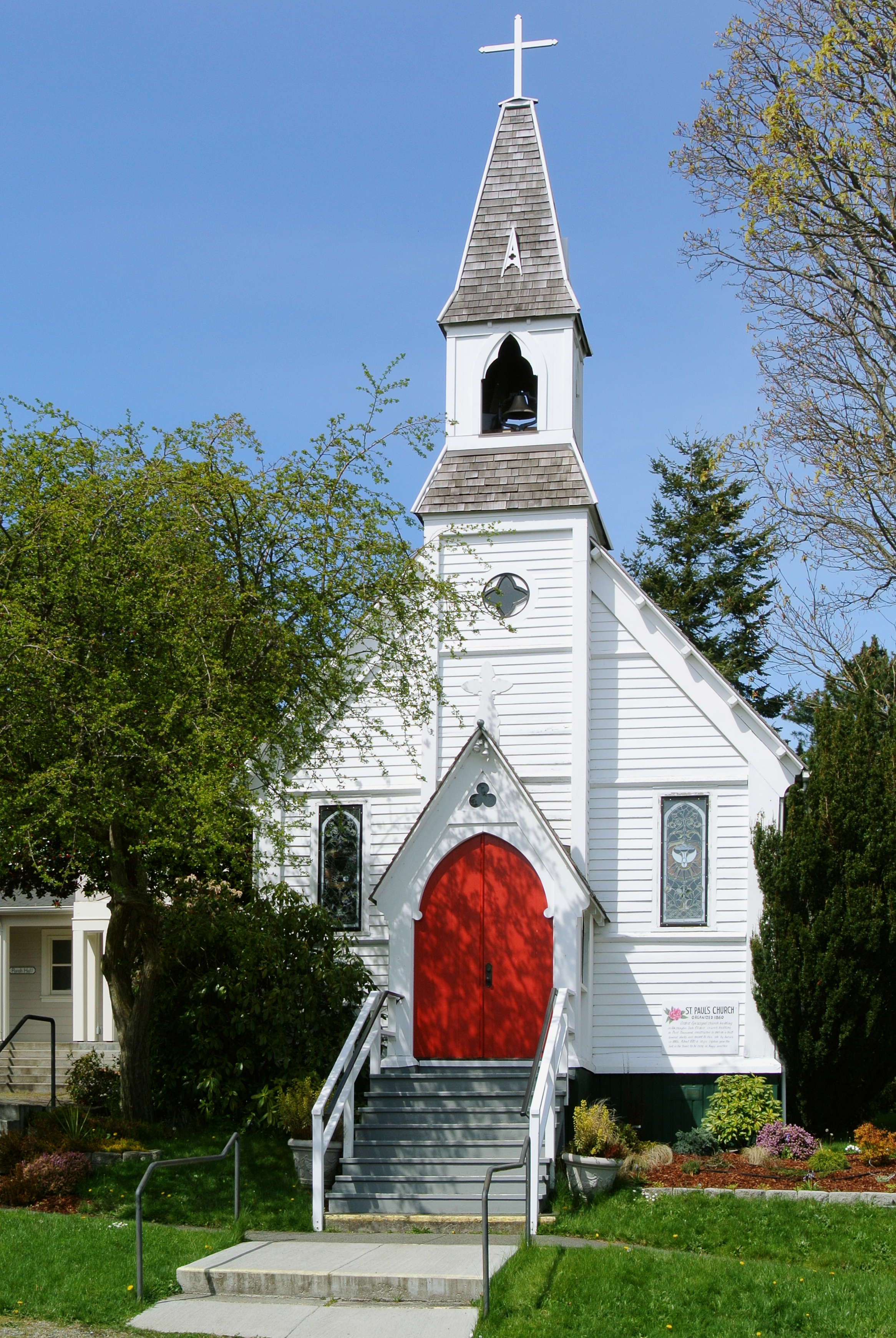
St Paul's Episcopal Church
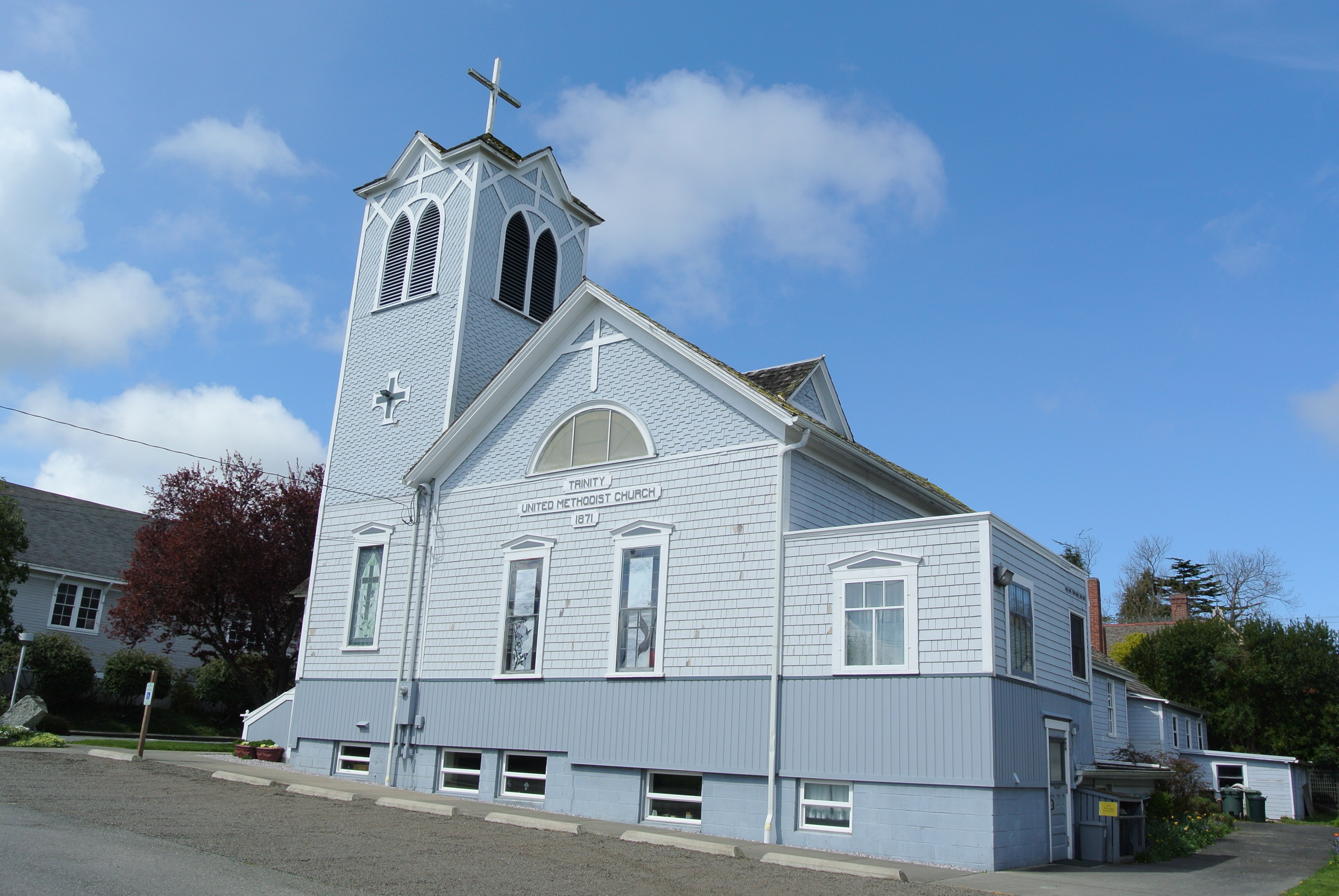
Trinity United Methodist church (1891)
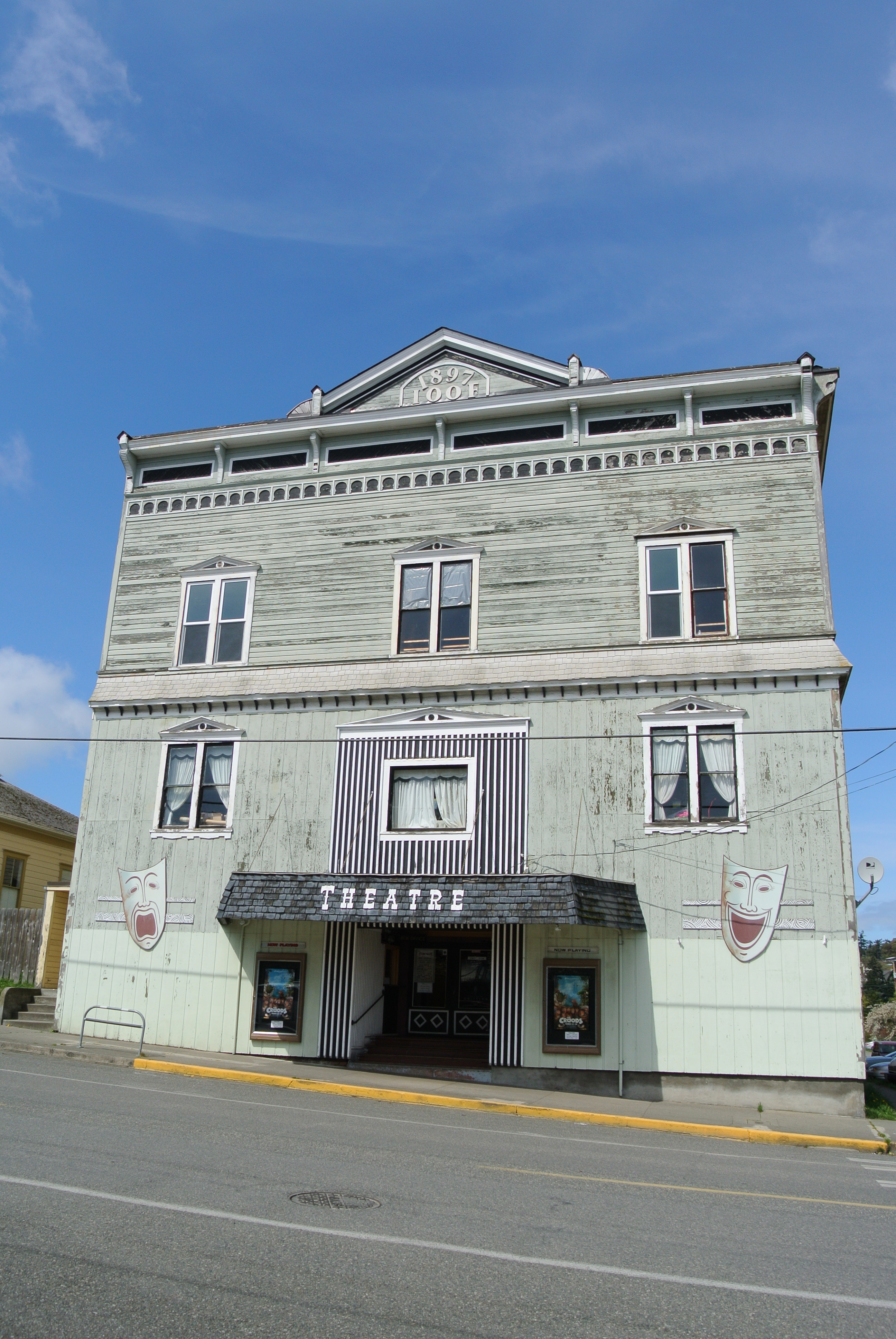
Uptown Theatre
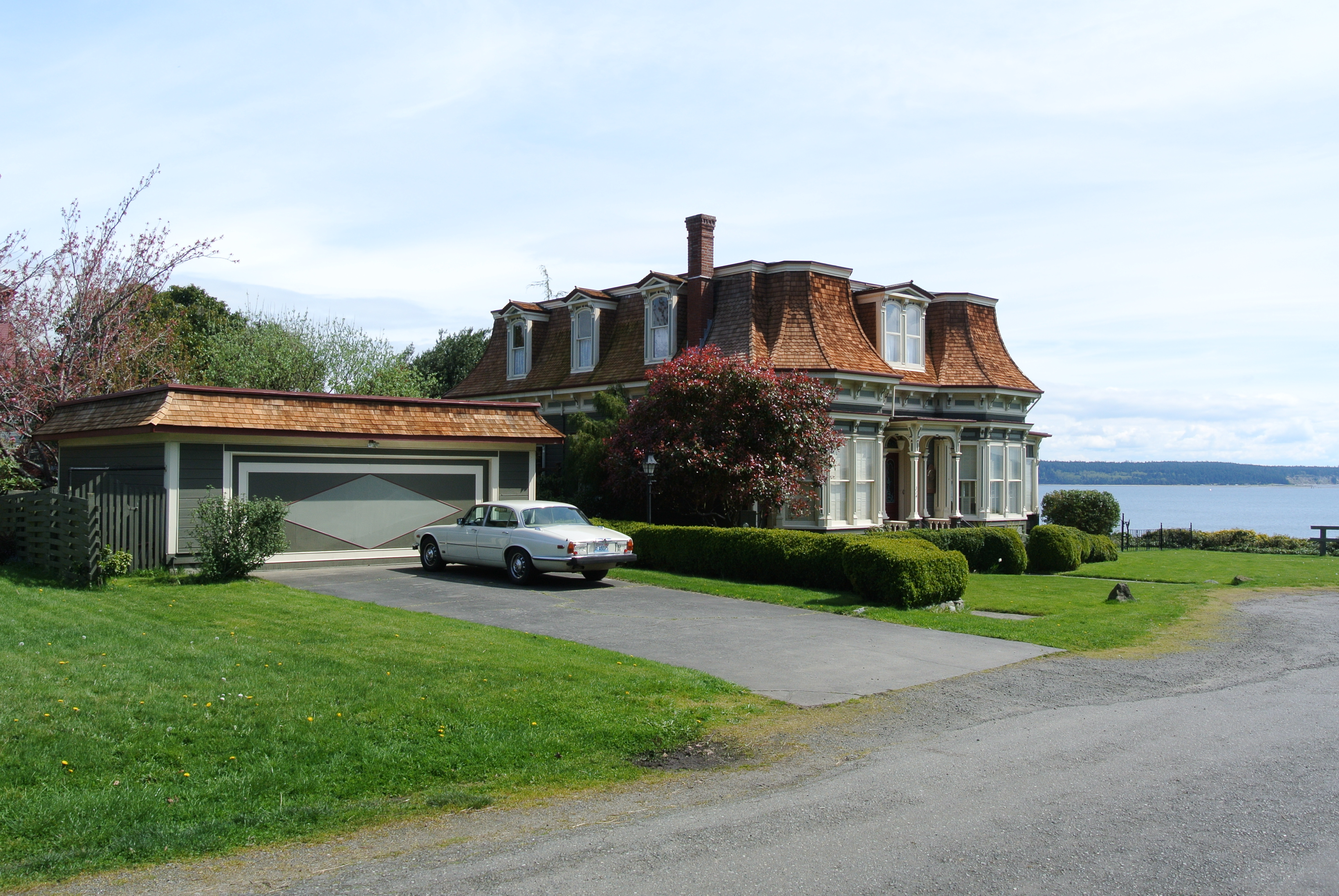
Frank Bartlett House (1883)